# Milán-San Remo 1996
La Milán-San Remo 1996 fue la 87.ª edición de esta clásica ciclista de primavera, disputada el 23 de marzo sobre 294 km, en la que ganó el italiano Gabriele Colombo, que se imposo en el sprint de meta de Sanremo a sus compañeros de fuga, Alexandre Gontchenkov, Michele Coppolillo y Maximilian Sciandri.

## Clasificación final
| Pos. | Ciclista              | Equipo                  | Tiempo     |
| ---- | --------------------- | ----------------------- | ---------- |
| 1.   | Gabriele Colombo      | Gewiss-Playbus          | 7h 00' 27" |
| 2.   | Alexandre Gontchenkov | Roslotto-ZG Mobili      | + 1"       |
| 3.   | Michele Coppolillo    | MG Maglificio-Technogym | m.t.       |
| 4.   | Maximilian Sciandri   | Motorola                | m.t.       |
| 5.   | Stefano Zanini        | Gewiss-Playbus          | +32"       |
| 6.   | Fabio Baldato         | MG Maglificio-Technogym | m.t.       |
| 7.   | Mario Cipollini       | Saeco                   | m.t.       |
| 8.   | Johan Museeuw         | Mapei-GB                | m.t.       |
| 9.   | Laurent Brochard      | Festina                 | m.t.       |
| 10.  | Andrei Tchmil         | Lotto-Isoglass          | m.t.       |